# マコ・ヴニポラ
マコ・ヴニポラ（Mako Vunipola、1991年1月14日 - ）は、トップ14RCヴァンヌに所属するラグビーユニオン選手。

## プロフィール
- ニュージーランド・ウェリントン出身。
- ポジションはプロップ(PR)。
- 身長 180cm、体重 122kg
- 弟のビリーもラグビー選手[1]で現在チームメイト。
- U20イングランド代表に選ばれたことがある。
- イングランド代表キャップは79（2024年11月現在）でワールドカップ2015・2019のイングランド代表に選ばれた[2]。
- ブリティッシュ・アンド・アイリッシュ・ライオンズに選ばれたことがある[3]。

## 略歴
クリフトン、ブリストルを経て、2011年、サラセンズに加入。 
2024年、RCヴァンヌに加入。 